# Cultura yamna

Mapa que muestra la ubicación de la cultura yamna en el 3500 a. e. c. en el Viejo Mundo. Se mencionan las culturas de la Cerámica del Peine, Maikop y otras adyacentes.

Mapa que muestra la extensión aproximada de la cultura yamna entre el 3200 y 2300 a. e. c.
Se mencionan la cultura de la cerámica encordelada, la cultura del ánfora globular y la cultura de Baden.

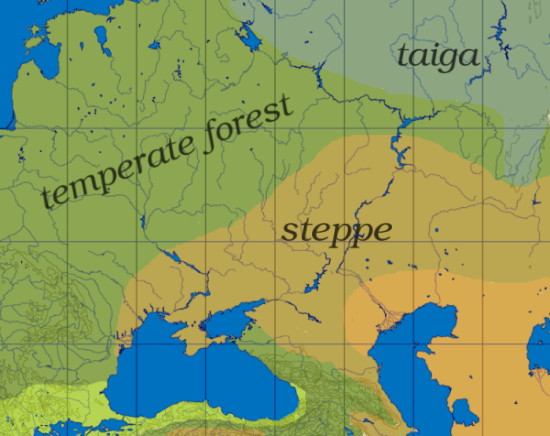
Mapa que muestra que el área de extensión de la cultura yamna se corresponde con las estepas del norte del mar Negro y el mar Caspio. Se mencionan los bosques templados (temperate forest) del centro-norte de Europa y la inhóspita taiga de Rusia.

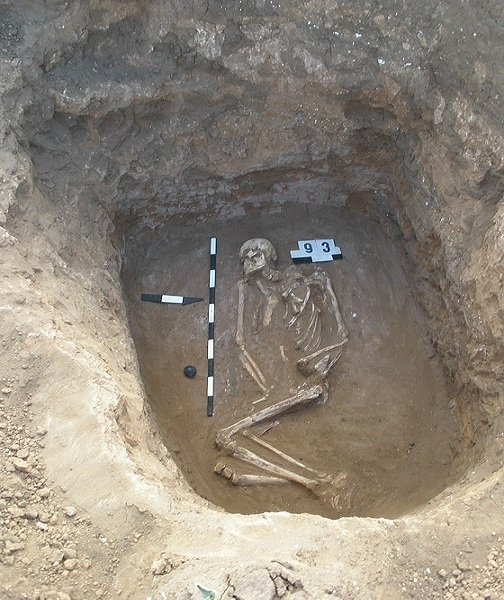
Enterramiento de la cultura de tumbas yamna, en el óblast de Volgogrado.

La cultura yamna (yama significa ‘hoyo’ en ucraniano y ruso, yamna significa del hoyo en ucraniano) o «cultura del sepulcro» es una de las últimas culturas del final de la Edad del Cobre (o Era Calcolítica) y comienzos de la Edad del Bronce, en la región del Bug, Dniéster, Ural (Estepa del Ponto, Caspio). La cultura yamna estuvo activa entre el siglo XXXVI a. e. c. y el siglo XXIII a. e. c. Esta cultura era predominantemente nómada, aunque practicaban algo la agricultura cerca de ríos y de algunos castros (fortificaciones).

## Orígenes
Se piensa que la cultura yamna podría haberse originado en la zona media del río Volga a partir de la cultura Jvalynsk y en el río Dniéper medio a partir de la cultura Sredny Stog. En su zona occidental, fue sucedida por la cultura de las catacumbas; y en el este, por la cultura de Poltavka y la cultura de Srubna.
En la hipótesis de los kurganes de Marija Gimbutas (1921-1994), la cultura yamna se identifica con los últimos protoindoeuropeos. El pueblo yamna es un candidato —junto con el pueblo Sredny Stog— a ser el lugar de origen (urheimat) del idioma protoindoeuropeo.
La teoría de continuidad paleolítica asocia a las culturas de los kurganes (‘túmulos’) yamna y de Sredny Stog con los pueblos túrquicos. La hipótesis anatoliana y la teoría del diluvio del Mar Negro niegan el origen indoeuropeo propuesto por Gimbutas sobre la hipótesis de la invasión kurgana calcolítica.
La cultura yamna se puede relacionar de manera casi directa con un complejo cultural indoeuropeo (o más específicamente, indoiranio): la cultura andrónovo, que es el complejo arqueológico más antiguo que se puede identificar con un grupo lingüístico indoeuropeo particular.
Algunos no ven a los yamnas como ancestros de los indoeuropeos, sino solo de los indoiranios (migrados hacia el sureste).

## Características
Son características de esta cultura las inhumaciones en kurganes (túmulos), en sepulcros tipo hoyo en los que se introducía el cuerpo en posición de decúbito supino con las rodillas dobladas. Los cuerpos eran cubiertos con ocre. En estos kurganes se han encontrado sepulcros múltiples, a menudo con inclusiones posteriores. Se ha descubierto que realizaban ofrendas de animales (ganado, cerdos, ovejas, cabras y caballos), una característica que se asocia tanto a los pueblos protoindoeuropeos como protoindoiranios.
Los restos más antiguos encontrados en la Europa Oriental de un carro con ruedas fueron hallados en el kurgán Storozhova Mohyla (Dnipró, Ucrania), que fue realizado por personas pertenecientes a la cultura yamna. El sitio de sacrificio descubierto en 1976 en la Cresta Merguéleva, ubicada en la óblast de Lugansk de Ucrania, se considera una colina-santuario en la que se practicaban sacrificios humanos.
El genetista David Reich, de la Universidad de Harvard, ha adelantado que conforme a un estudio basado en el análisis de ADN de los restos de 153 individuos,  existe evidencia de que hace unos 4500 años descendientes de los yamna invadieron la  península ibérica con un importante y perdurable impacto genético. Según dicho genetista, al cabo de algunas generaciones, el ADN del cromosoma Y masculino de los invasores habría reemplazado en un 100% el de los hombres locales, una interpretación bajo polémica.

## Galería de imágenes

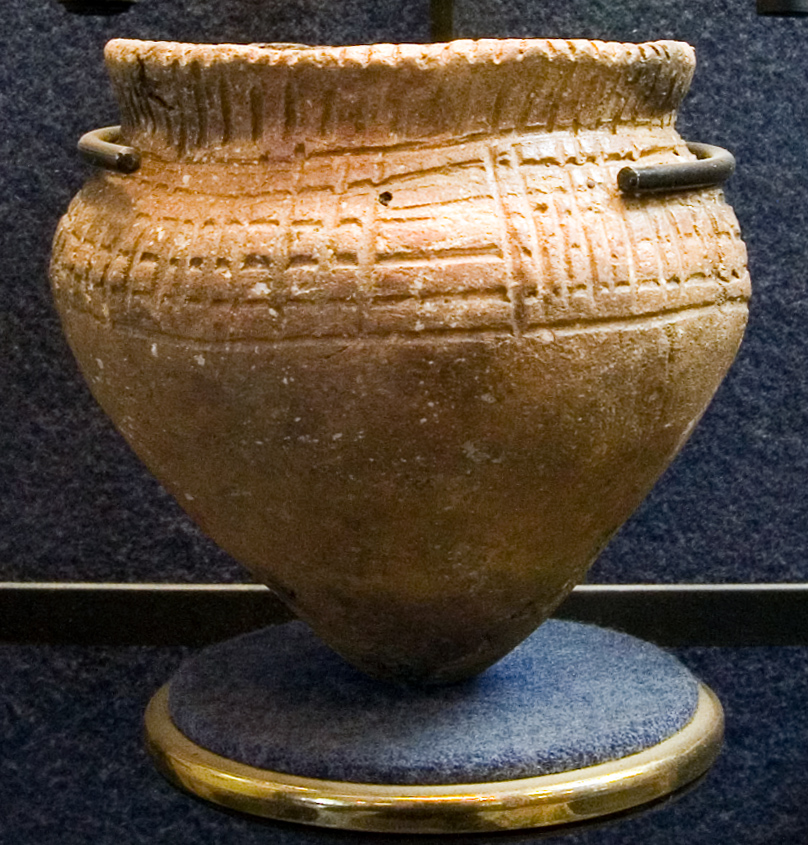
Ánfora encontrada durante las excavaciones.
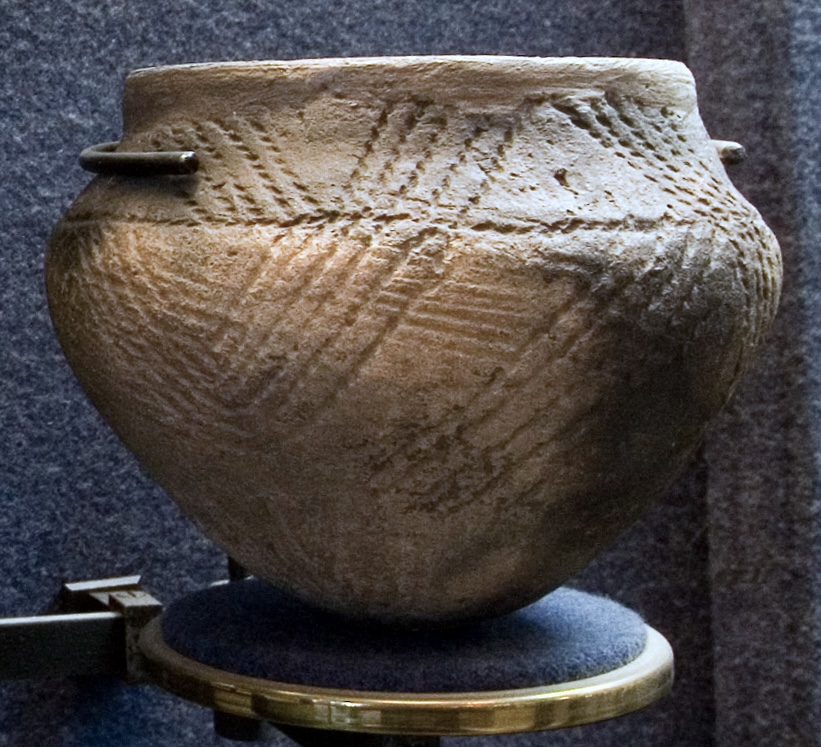
Ánfora encontrada durante las excavaciones.
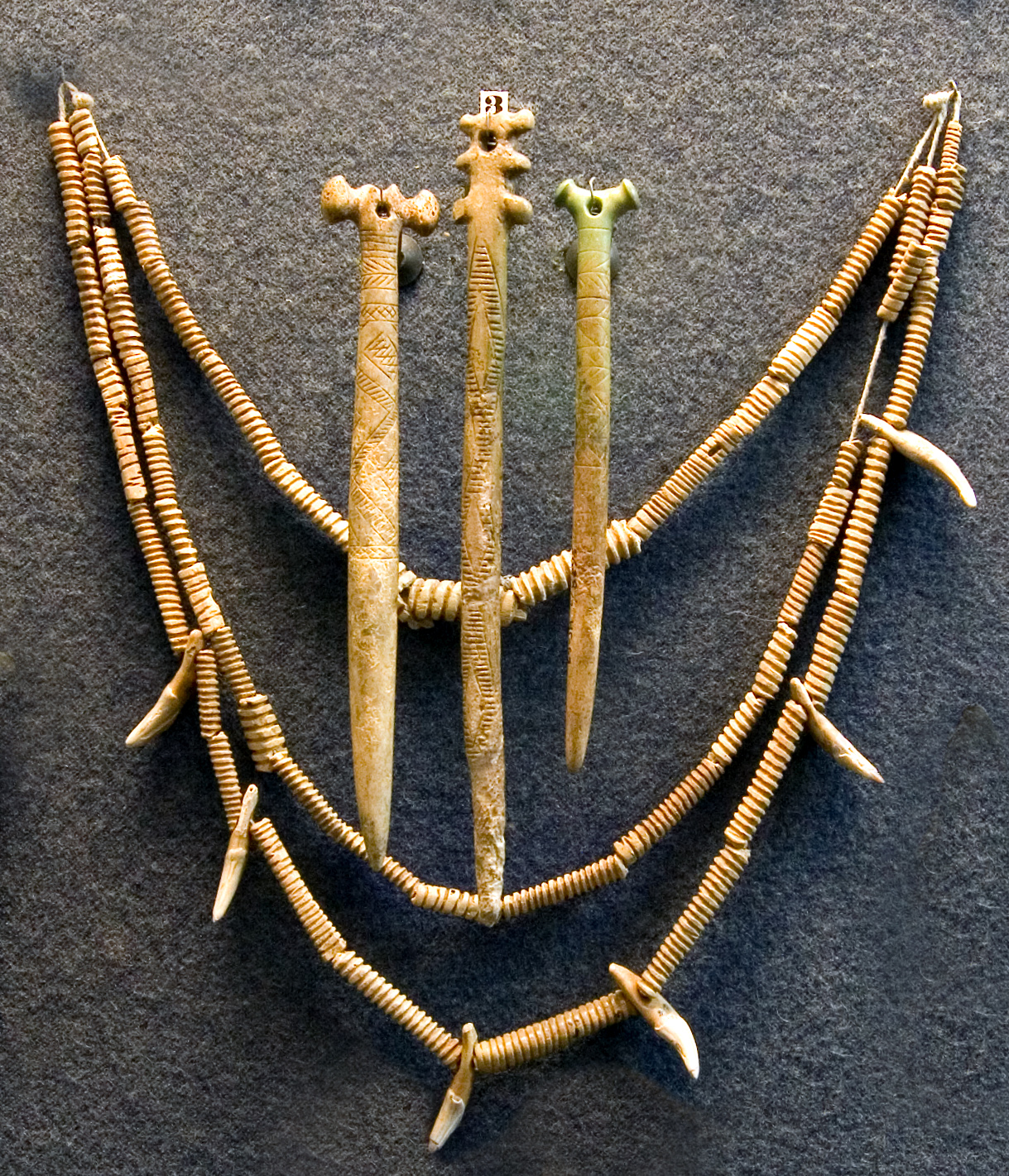
Ornamentos y objetos (de hueso y dientes caninos) encontrados durante las excavaciones. Fotografía de 2008, de una exposición en el Museo del Hermitage de San Petersburgo (Rusia).
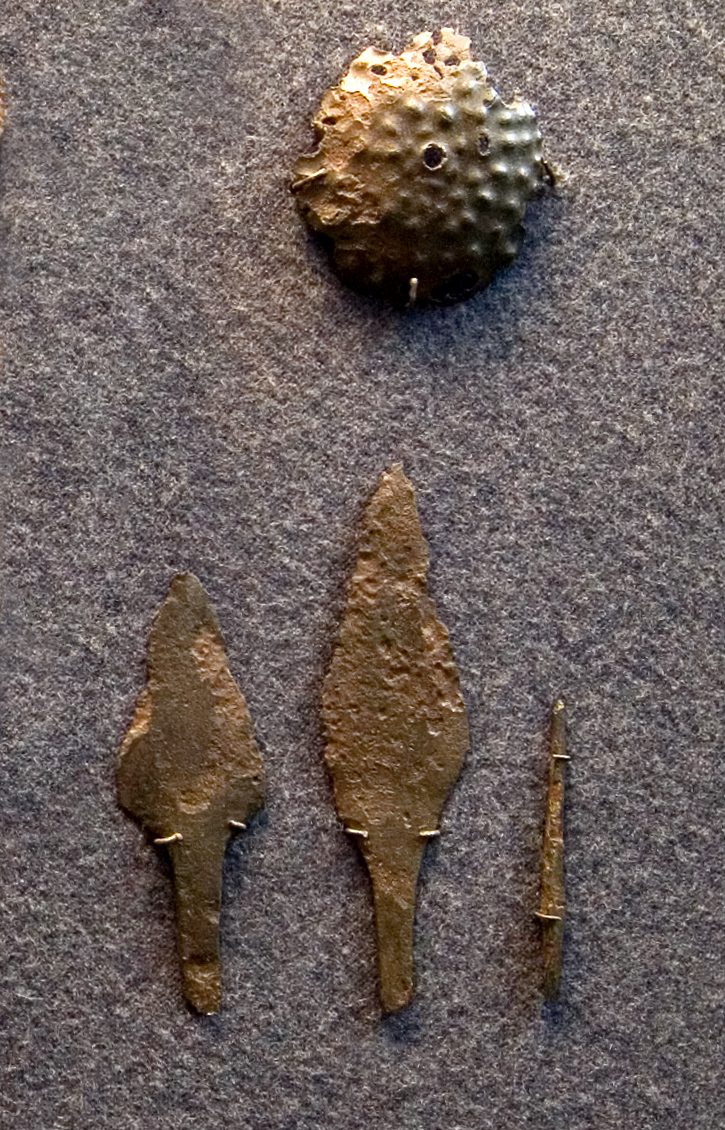
Objetos encontrados durante las excavaciones.
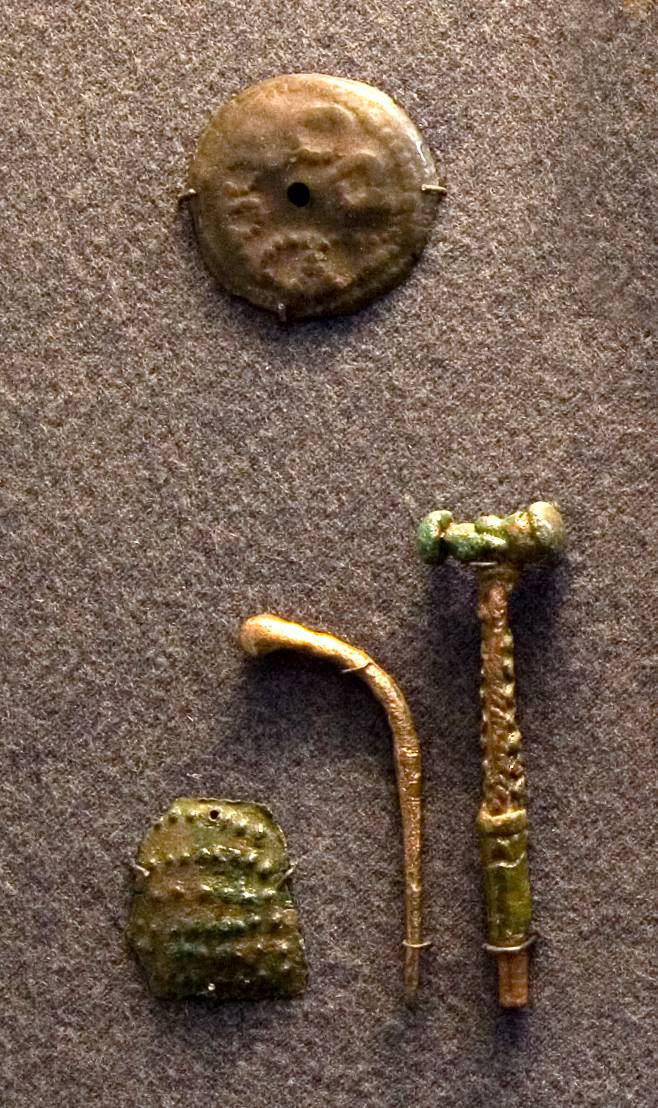
Objetos encontrados durante las excavaciones.
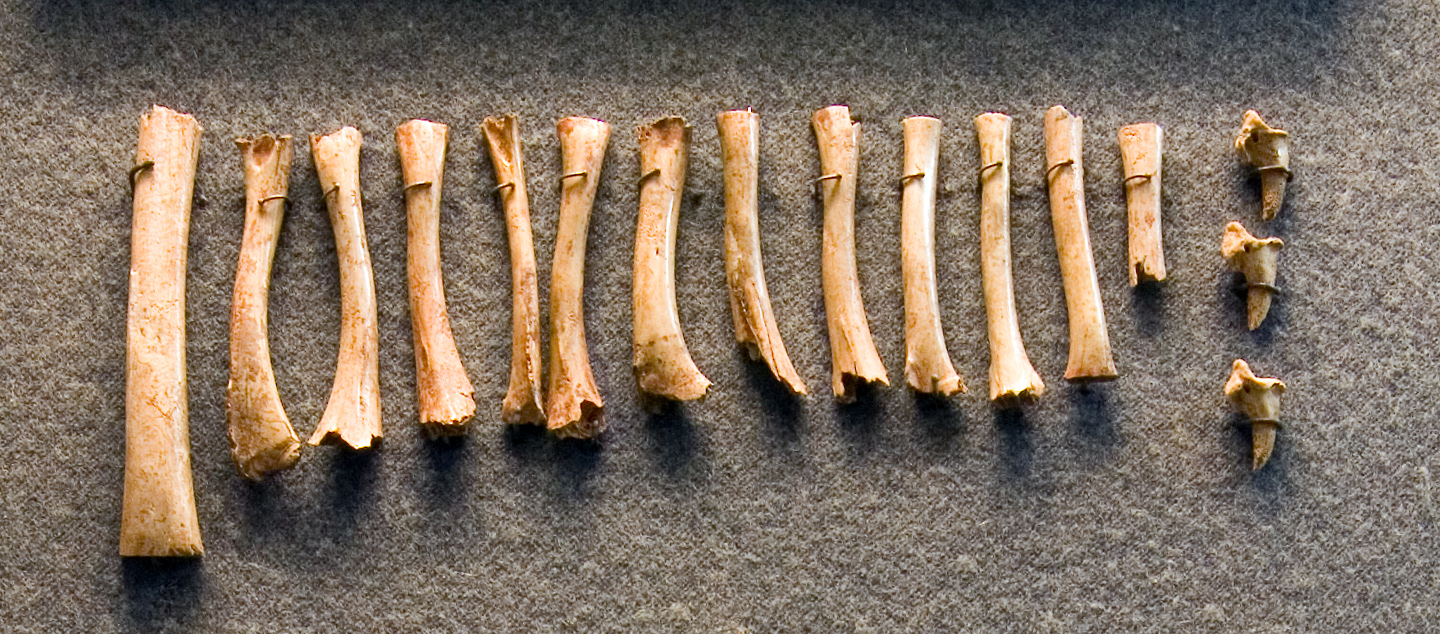
Objetos encontrados durante las excavaciones.